# Изборът на Софи
„Изборът на Софи“ е роман от 1979 г. на американския писател Уилям Стайрън. Това е последният роман на автора и засяга отношенията между трима души, споделящи пансион в Бруклин: Стинго, млад амбициозен писател от Юга, Нейтън Ландау, учен от еврейски произход, и неговата любовница Софи, полякиня – католичка, оцеляла от нацистките концентрационни лагери, с която Стинго се сприятелява.
„Изборът на Софи“ печели Националната награда за художествена литература на САЩ през 1980 г. Романът е в основата на едноименния филм от 1982 г.

## Сюжет
Стинго е романист, който си спомня лятото, когато започва първия си роман, уволнен е от работата си в издателството McGraw-Hill и се премества в евтин пансион в Бруклин, където се надява да посвети няколко месеца на писане. Докато работи върху романа си, той е въвлечен в живота на любовниците Нейтън Ландау и Софи Завистовска, съквартиранти в къщата, които имат интензивна и трудна връзка. Красивата Софи е полякиня и католичка, и е оцеляла от Холокоста и нацистките концентрационни лагери, а Нейтън е американец от еврейски произход и се предполага, че е гений. Въпреки че Нейтън твърди, че е завършил Харвард и е клетъчен биолог във фармацевтична компания, се разкрива, че тази история е измислица. Почти никой – включително Софи и Стинго – не знае, че Нейтън има параноидна шизофрения и че злоупотребява със стимуланти. Понякога се държи съвсем нормално и великодушно, но има моменти, когато става плашещо ревнив и агресивен.
Постепенно Софи разказва на Стинго миналото си. Тя описва антисемитски настроения си баща, професор по право в Краков; нейното нежелание да му помогне да разпространи идеите си; арестуването ѝ от нацистите, и по-специално краткия ѝ престой като стенографка-машинописка в дома на Рудолф Хьос, комендантът на Аушвиц, където е интернирана. Тя споделя за опитите си да съблазни Хьос в опит да го убеди, че нейният рус, синеок, немскоговорещ син трябва да получи разрешение да напусне лагера и да влезе в програмата Lebensborn, в която да бъде отгледан като германско дете. Опитът ѝ се проваля и в крайна сметка Софи никога не научава съдбата на сина си.
Междувременно Нейтън, убеден, че Стинго има връзка със Софи, заплашва да убие и двамата.

## Вдъхновение
Твърди се, че „Изборът на Софи“ е отчасти базиран на времето, прекарано от автора в Бруклин, където той среща бежанец от Полша, и се казва, че е посетил Аушвиц, докато е изследвал романа.
Централен елемент от сюжета на романа, лично катастрофалният избор, споменат в заглавието, се счита, че е вдъхновен от историята на ромска жена, на която нацистите наредили да избере кое от децата ѝ да бъде убито, което според Стайрън е вдъхновено от „Айхман в Йерусалим“ на Хана Аренд. Ира Надел обаче твърди, че историята е разказана в „Произходът на тоталитаризма“ на Аренд. Аренд от своя страна цитира „Два пъти в годината“ на Албер Камю (1947) като източник на историята, без да дава точна препратка.

## Прием
„Изборът на Софи“ печели Националната награда за художествена литература на САЩ през 1980 г.

## Адаптации

### Филм
Романът е основата на филм със същото име в Съединените щати през 1982 г. Написан и режисиран от Алън Пакула, филмът е номиниран за наградите на Академията за своя сценарий, филмова музика, операторско майсторство и дизайн на костюми, а Мерил Стрийп получава наградата на Академията за най-добра актриса за изпълнението си на главната роля.

### Опера
Британският композитор Никълъс Мо пише опера по романа, чиято премиера е в Кралската опера в Лондон през 2002 г., а също така е изпълнявана във Вашингтон, Берлин и Виена. 